# Герра, Альфонсо
Альфо́нсо Ге́рра Гонса́лес (исп. Alfonso Guerra González; род. 30 мая 1940, Севилья) — испанский политик, член ИСРП. В 1982—1991 годах занимал пост заместителя председателя правительства Испании. Депутат Конгресса Испании в 1977—2015 годах.

## Биография
Родился в простой семье. Изучал инженерное дело в Севильском университете, там же работал преподавателем рисунка. Позднее окончил философский факультет Севильского университета. Вступил в молодёжную социалистскую организацию в 1960 году, двумя годами позднее вступил в ИСРП. В 1970 году был избран в исполнительный комитет партии. В 1975 году занял пост пресс-секретаря ИСРП и занимался вопросами организации партийных съездов. В 1977 году был впервые избран депутатом испанского парламента и является единственным испанским парламентарием, непрерывно сохранившим свои депутатские полномочия с момента восстановления демократии в стране. Принимал участие в работе над текстом Конституции Испании 1978 года. С декабря 1982 года по январь 1991 года входил в правительство Фелипе Гонсалеса и являлся его заместителем. Был вынужден покинуть пост в правительстве в связи с коррупционным скандалом, в котором оказался замешан его брат Хуан Герра. В 2004—2011 годах возглавлял в Конгрессе конституционный комитет. В настоящее время руководит Фондом Пабло Иглесиаса. Автор нескольких теоретических политических трудов и мемуаров. Женат, отец двоих детей.